# Románia az 1968. évi nyári olimpiai játékokon
Románia a mexikói Mexikóvárosban megrendezett 1968. évi nyári olimpiai játékok egyik részt vevő nemzete volt. Az országot az olimpián 9 sportágban 82 sportoló képviselte, akik összesen 15 érmet szereztek.

## Érmesek
| Érem  | Versenyző                                                                                     | Sportág       | Versenyszám               |
| ----- | --------------------------------------------------------------------------------------------- | ------------- | ------------------------- |
| Arany | Viorica Viscopoleanu                                                                          | Atlétika      | Női távolugrás            |
| Arany | Lia Manoliu                                                                                   | Atlétika      | Női diszkoszvetés         |
| Arany | Serghei Covaliov Ivan Patzaichin                                                              | Kajak-kenu    | Férfi kenu kettes 1000 m  |
| Arany | Ion Drîmbă                                                                                    | Vívás         | Férfi tőr, egyéni         |
| Ezüst | Silai Ilona                                                                                   | Atlétika      | Női 800 m                 |
| Ezüst | Mihaela Peneș                                                                                 | Atlétika      | Női gerelyhajítás         |
| Ezüst | Ion Baciu                                                                                     | Birkózás      | Kötöttfogás, 57 kg        |
| Ezüst | Anton Calenic Dimitrie Ivanov Haralambie Ivanov Mihai Ţurcaş                                  | Kajak-kenu    | Férfi kajak négyes 1000 m |
| Ezüst | Ion Monea                                                                                     | Ökölvívás     | Félnehézsúly              |
| Ezüst | Marcel Roşca                                                                                  | Sportlövészet | Gyorstüzelő pisztoly      |
| Bronz | Simion Popescu                                                                                | Birkózás      | Kötöttfogás, 63 kg        |
| Bronz | Nicolae Martinescu                                                                            | Birkózás      | Kötöttfogás, 97 kg        |
| Bronz | Viorica Dumitru                                                                               | Kajak-kenu    | Női kajak egyes 500 m     |
| Bronz | Calistrat Cuţov                                                                               | Ökölvívás     | Könnyűsúly                |
| Bronz | Ana Derșidan-Ene-Pascu Drimba-Gyulai Ilona Stahl Jencsik Katalin Szabó Orbán Olga Maria Vicol | Vívás         | Női tőr, csapat           |

## Atlétika
Férfi
| Versenyző             | Versenyszám     | Döntő   | Döntő    |
| Versenyző             | Versenyszám     | Idő     | Helyezés |
| --------------------- | --------------- | ------- | -------- |
| Leonida Caraiosifoglu | 20 km gyaloglás | 1:37:07 | 9.       |

| Versenyző       | Versenyszám | Selejtező | Selejtező | Döntő    | Döntő    |
| Versenyző       | Versenyszám | Eredmény  | Helyezés  | Eredmény | Helyezés |
| --------------- | ----------- | --------- | --------- | -------- | -------- |
| Dósa Csaba      | Magasugrás  | 203 cm    | 32.       | kiesett  | kiesett  |
| Şerban Ciochină | Hármasugrás | 16,21 m   | 8.        | 15,62 m  | 13.      |

Női
| Versenyző      | Versenyszám | Előfutam | Előfutam | Előfutam | Elődöntő | Elődöntő | Elődöntő | Döntő   | Döntő    |
| Versenyző      | Versenyszám | Idő      | Hely.    | Össz.    | Idő      | Hely.    | Össz.    | Idő     | Helyezés |
| -------------- | ----------- | -------- | -------- | -------- | -------- | -------- | -------- | ------- | -------- |
| Silai Ilona    | 800 m       | 2:04,11  | 2.       | 2.       | 2:05,94  | 2.       | 6.       | 2:02,58 |          |
| Valeria Bufanu | 80 m gát    | 10,92    | 2.       | 14.      | 11,08    | 7.       | 14.      | kiesett | kiesett  |

| Versenyző            | Versenyszám   | Selejtező | Selejtező | Döntő    | Döntő    |
| Versenyző            | Versenyszám   | Eredmény  | Helyezés  | Eredmény | Helyezés |
| -------------------- | ------------- | --------- | --------- | -------- | -------- |
| Virginia Bonci       | Magasugrás    | 165 cm    | 21.       | kiesett  | kiesett  |
| Viorica Viscopoleanu | Távolugrás    | 648 cm    | 3.        | 682 cm   |          |
| Olimpia Cataramă     | Diszkoszvetés |           |           | 50,20 m  | 13.      |
| Lia Manoliu          | Diszkoszvetés |           |           | 58,28 m  |          |
| Mihaela Peneș        | Gerelyhajítás |           |           | 59,92 m  |          |

| Versenyző             | Versenyszám | 80 m gát | 80 m gát | Súlylökés | Súlylökés | Magasugrás | Magasugrás | Távolugrás | Távolugrás | 200 m | 200 m | Végeredmény | Végeredmény |
| Versenyző             | Versenyszám | Idő      | Pont     | Eredmény  | Pont      | Eredmény   | Pont       | Eredmény   | Pont       | Idő   | Pont  | Pont        | Helyezés    |
| --------------------- | ----------- | -------- | -------- | --------- | --------- | ---------- | ---------- | ---------- | ---------- | ----- | ----- | ----------- | ----------- |
| Cornelia Popescu-Popa | Ötpróba     | 12,19    | 876      | 11,25 m   | 803       | 162 cm     | 965        | 589 cm     | 964        | 26,24 | 827   | 4435        | 22.         |

## Birkózás
Kötöttfogású
| Versenyző          | Versenyszám | 1. forduló                         | 2. forduló                           | 3. forduló                         | 4. forduló                       | 5. forduló                     | 6. forduló                     | 7. forduló                         | Döntő                                                                                          | Helyezés    |
| Versenyző          | Versenyszám | Ellenfél Eredmény                  | Ellenfél Eredmény                    | Ellenfél Eredmény                  | Ellenfél Eredmény                | Ellenfél Eredmény              | Ellenfél Eredmény              | Ellenfél Eredmény                  | Ellenfél Eredmény                                                                              | Helyezés    |
| ------------------ | ----------- | ---------------------------------- | ------------------------------------ | ---------------------------------- | -------------------------------- | ------------------------------ | ------------------------------ | ---------------------------------- | ---------------------------------------------------------------------------------------------- | ----------- |
| Gheorghe Stoiciu   | 52 kg       | Jan Michalik (POL) · 1-3           | Boško Marinko (YUG) · 2.5-2.5        | Rolf Lacour (FRG) · kétvállas      | kiesett                          | kiesett                        |                                |                                    | kiesett                                                                                        | helyezetlen |
| Ion Baciu          | 57 kg       | David Hazewinkel (USA) · 1-3       | Hriszto Trajkov (BUL) · 1-3          | Ibrahim El-Sayed (RAU) · 1-3       | Szakurama Kódzsi (JPN) · 2.5-2.5 | Kaya Öczan (TUR) · kétvállas   | Varga János (HUN) · 2-2        | Óthon Moszhídisz (GRE) · kétvállas | 1. mérkőzés · Ivan Kocsergin (URS) · kizárták · Hozott eredmény · Varga János (HUN) · 2-2      |             |
| Simion Popescu     | 63 kg       | Ponciano Contreras (MEX) · 0.5-3.5 | Tortillano Tumasis (PHI) · kétvállas | Lothar Schneider (GDR) · 2-2       | Martti Laakso (FIN) · 1-3        | erőnyerő                       | Fudzsimoto Hideo (JPN) · 3-1   |                                    | Hozott eredmény · Fudzsimoto Hideo (JPN) · 3-1                                                 |             |
| Ion Enache         | 70 kg       | Kazım Ayvaz (TUR) · 2.5-2.5        | Mahmoud El-Sherbini (RAU) · 1-3      | Klaus Rost (FRG) · kizárták        | kiesett                          | kiesett                        | kiesett                        | kiesett                            | kiesett                                                                                        | helyezetlen |
| Ion Ţăranu         | 78 kg       | Brian Heffel (CAN) · kizárták      | Viktor Igumenov (URS) · 3-1          | Peter Nettekoven (FRG) · kétvállas | Franz Berger (AUT) · 2.5-2.5     |                                |                                |                                    | 2. mérkőzés · Daniel Robin (FRA) · kétvállas                                                   | 5.          |
| Nicolae Neguţ      | 87 kg       | Branislav Simić (YUG) · 3-1        | erőnyerő                             | Ernst Knoll (FRG) · kétvállas      | Tevfik Kiş (TUR) · 2.5-2.5       | Petar Krumov (BUL) · kétvállas |                                |                                    | 2. mérkőzés · Lothar Metz (GDR) · 3-1                                                          | 4.          |
| Nicolae Martinescu | 97 kg       | Heinz Kiehl (FRG) · kétvállas      | Jürgen Klinge (GDR) · 1-3            | Kiss Ferenc (HUN) · kétvállas      | Per Svensson (SWE) · 3-1         | erőnyerő                       | Nyikolaj Jakovenko (URS) · 3-1 |                                    | 1. mérkőzés · Bojan Radev (BUL) · kétvállas · Hozott eredmény · Nyikolaj Jakovenko (URS) · 3-1 |             |
| Constantin Buşoiu  | +97 kg      | Kozma István (HUN) · kétvállas     | Hasszan Bechara (LIB) · kétvállas    | erőnyerő                           | Petr Kment (TCH) · 3-1           | kiesett                        | kiesett                        |                                    | kiesett                                                                                        | 5.          |

Szabadfogású
| Versenyző        | Versenyszám | 1. forduló                             | 2. forduló                                   | 3. forduló                                     | 4. forduló               | 5. forduló                  | 6. forduló        | 7. forduló        | Döntő             | Helyezés    |
| Versenyző        | Versenyszám | Ellenfél Eredmény                      | Ellenfél Eredmény                            | Ellenfél Eredmény                              | Ellenfél Eredmény        | Ellenfél Eredmény           | Ellenfél Eredmény | Ellenfél Eredmény | Ellenfél Eredmény | Helyezés    |
| ---------------- | ----------- | -------------------------------------- | -------------------------------------------- | ---------------------------------------------- | ------------------------ | --------------------------- | ----------------- | ----------------- | ----------------- | ----------- |
| Gheorghe Stoiciu | 52 kg       | Nazar Albaryan (URS) · 3-1             | Baju Baev (BUL) · kétvállas                  | kiesett                                        | kiesett                  | kiesett                     | kiesett           | kiesett           | kiesett           | helyezetlen |
| Nicolae Cristea  | 57 kg       | Pekka Alanen (FIN) · 3-1               | Ali Aliyev (URS) · 3-1                       | kiesett                                        | kiesett                  | kiesett                     | kiesett           |                   | kiesett           | helyezetlen |
| Petre Coman      | 63 kg       | John McCourtney (GBR) · 0.5-3.5        | Pat Bolger (CAN) · 0.5-3.5                   | Cshö Dzsonghjok (Choi Jeong-Hyeok) (KOR) · 1-3 | Enyu Todorov (BUL) · 3-1 | Kaneko Maszaaki (JPN) · 3-1 | kiesett           | kiesett           | kiesett           | 5.          |
| Ion Enache       | 70 kg       | Severino Aguilar (PAN) · kétvállas     | Ivao Horiucsi (JPN) · kizárták               | Zarbeg Beriashvili (URS) · kétvállas           | kiesett                  | kiesett                     | kiesett           |                   | kiesett           | helyezetlen |
| Balló Ferenc     | 87 kg       | Mansour Mahdizadeh (IRI) · kizárták    | Hollósi Géza (HUN) · kizárták                | Prodan Gardzsev (BUL) · kétvállas              | kiesett                  | kiesett                     | kiesett           |                   | kiesett           | helyezetlen |
| Nicolae Neguţ    | 97 kg       | Kavano Sunicsi (JPN) · 3-1             | Gerd Bachmann (GDR) · 2-2                    | Ryszard Długosz (POL) · 3-1                    | kiesett                  | kiesett                     | kiesett           | kiesett           | kiesett           | helyezetlen |
| Ştefan Stîngu    | +97 kg      | Raymond Uytterhaeghe (FRA) · kétvállas | Ölziisaikhany Erdene-Ochir (MGL) · kétvállas | Wilfried Dietrich (FRG) · 3-1                  | erőnyerő                 | Oszman Duraliev (BUL) · 3-1 |                   |                   | kiesett           | 4.          |

## Evezés
| Versenyző                                                                               | Versenyszám              | Előfutam | Előfutam | Vigaszág | Vigaszág | Elődöntő | Elődöntő | Döntő   | Döntő   | Döntő   | Helyezés    |
| Versenyző                                                                               | Versenyszám              | Idő      | Hely.    | Idő      | Hely.    | Idő      | Hely.    | Típus   | Idő     | Hely.   | Helyezés    |
| --------------------------------------------------------------------------------------- | ------------------------ | -------- | -------- | -------- | -------- | -------- | -------- | ------- | ------- | ------- | ----------- |
| Eugen Petrache                                                                          | Egypárevezős             | 8:05,33  | 4.       | 8:02,94  | 5.       | kiesett  | kiesett  | kiesett | kiesett | kiesett | helyezetlen |
| Alexandru Aposteanu Octavian Pavelescu                                                  | Kétpárevezős             | 6:58,88  | 2.       | erőnyerő | erőnyerő | 10:53,17 | 6.       | B       | 7:08,27 | 2.      | 8.          |
| Gheorghe Moldoveanu Ştefan Tarasov Lavrenszki László (kormányos)                        | Kormányos kettes         | 8:13,31  | 1.       | erőnyerő | erőnyerő | 8:05,52  | 4.       | B       | 8:04,38 | 3.      | 9.          |
| Pavel Cichi Dumitru Ivanov Emanoil Stratan Anton Chirlacopschi                          | Kormányos nélküli négyes | 7:21,84  | 6.       | 6:44,71  | 4.       |          |          | B       | 6:50,13 | 1.      | 7.          |
| Reinhold Batschi Petre Ceapura Ştefan Tudor Francisc Papp Lavrenszki László (kormányos) | Kormányos négyes         | 7:16,50  | 2.       | erőnyerő | erőnyerő | 6:52,67  | 4.       | B       | 6:46,68 | 1.      | 7.          |

## Kajak-kenu
Férfi
| Versenyző                                                    | Versenyszám         | Előfutam | Előfutam | Előfutam | Vigaszág | Vigaszág | Vigaszág | Elődöntő | Elődöntő | Elődöntő | Döntő   | Döntő    |
| Versenyző                                                    | Versenyszám         | Idő      | Hely.    | Össz.    | Idő      | Hely.    | Össz.    | Idő      | Hely.    | Össz.    | Idő     | Helyezés |
| ------------------------------------------------------------ | ------------------- | -------- | -------- | -------- | -------- | -------- | -------- | -------- | -------- | -------- | ------- | -------- |
| Andrei Conţolenco                                            | Kajak egyes 1000 m  | 4:03,7   | 2.       | 3.       | erőnyerő | erőnyerő | erőnyerő | 4:06,78  | 3.       | 10.      | 4:09,96 | 7.       |
| Atanasie Sciotnic Aurel Vernescu                             | Kajak kettes 1000 m | 3:36,5   | 1.       | 1.       | erőnyerő | erőnyerő | erőnyerő | 3:43,94  | 1.       | 1.       | 3:45,18 | 6.       |
| Anton Calenic Dimitrie Ivanov Haralambie Ivanov Mihai Ţurcaş | Kajak négyes 1000 m | 3:18,0   | 1.       | 1.       | erőnyerő | erőnyerő | erőnyerő | 3:19,88  | 1.       | 2.       | 3:14,81 |          |
| Ivan Patzaichin                                              | Kenu egyes 1000 m   | 4:28,3   | 1.       | 3.*      | erőnyerő | erőnyerő | erőnyerő |          |          |          | 4:49,32 | 7.       |
| Ivan Patzaichin Serghei Covaliov                             | Kenu kettes 1000 m  | 4:03,4   | 1.       | 1.       | erőnyerő | erőnyerő | erőnyerő |          |          |          | 4:07,18 |          |

Női
| Versenyző                         | Versenyszám        | Előfutam | Előfutam | Előfutam | Vigaszág | Vigaszág | Vigaszág | Döntő   | Döntő    |
| Versenyző                         | Versenyszám        | Idő      | Hely.    | Össz.    | Idő      | Hely.    | Össz.    | Idő     | Helyezés |
| --------------------------------- | ------------------ | -------- | -------- | -------- | -------- | -------- | -------- | ------- | -------- |
| Viorica Dumitru                   | Kajak egyes 500 m  | 2:10,0   | 1.       | 5.       | erőnyerő | erőnyerő | erőnyerő | 2:13,22 |          |
| Valentina Serghei Viorica Dumitru | Kajak kettes 500 m | 1:59,6   | 2.       | 2.       | erőnyerő | erőnyerő | erőnyerő | 1:59,17 | 4.       |

* - egy másik versenyzővel azonos időt ért el

## Kerékpározás

### Országúti kerékpározás
| Versenyző | Versenyszám   | Idő           | Helyezés      |
| --------- | ------------- | ------------- | ------------- |
| Emil Rusu | Mezőnyverseny | nem ért célba | nem ért célba |

### Pálya-kerékpározás
Üldözőversenyek
| Versenyző | Versenyszám  | Selejtező | Selejtező  | Nyolcaddöntő | Nyolcaddöntő | Nyolcaddöntő | Elődöntő     | Elődöntő  | Elődöntő | Döntő        | Döntő     | Helyezés    |
| Versenyző | Versenyszám  | Idő       | Hely.      | Ellenfél Idő | Saját idő    | Hely.        | Ellenfél Idő | Saját idő | Hely.    | Ellenfél Idő | Saját idő | Helyezés    |
| --------- | ------------ | --------- | ---------- | ------------ | ------------ | ------------ | ------------ | --------- | -------- | ------------ | --------- | ----------- |
| Emil Rusu | Férfi egyéni | 4:56,45   | lekörözték | kiesett      | kiesett      | kiesett      | kiesett      | kiesett   | kiesett  | kiesett      | kiesett   | helyezetlen |

## Ökölvívás
| Versenyző        | Versenyszám   | Selejtező              | 32-es főtábla                     | Nyolcaddöntő                    | Negyeddöntő                       | Elődöntő                     | Döntő                                | Helyezés |
| Versenyző        | Versenyszám   | Ellenfél Eredmény      | Ellenfél Eredmény                 | Ellenfél Eredmény               | Ellenfél Eredmény                 | Ellenfél Eredmény            | Ellenfél Eredmény                    | Helyezés |
| ---------------- | ------------- | ---------------------- | --------------------------------- | ------------------------------- | --------------------------------- | ---------------------------- | ------------------------------------ | -------- |
| Constantin Ciucă | Légsúly       |                        | Boujemaa Hilmann (MAR) · 4-1      | Artur Olech (POL) · 2-3         | kiesett                           | kiesett                      | kiesett                              | 9.       |
| Nicolae Gîju     | Harmatsúly    | erőnyerő               | Samuel Goss (USA) · 5-0           | Eridadi Mukwanga (UGA) · RSC    | kiesett                           | kiesett                      | kiesett                              | 9.       |
| Aurel Simion     | Pehelysúly    |                        | Mario Santamaria (NCA) · 5-0      | Miguel García (ARG) · 0-5       | kiesett                           | kiesett                      | kiesett                              | 9.       |
| Calistrat Cuţov  | Könnyűsúly    | erőnyerő               | Erik Nikkinen (FIN) · 5-0         | Mongi Lahdhili (TUN) · 5-0      | Stoyan Pilichev (BUL) · 4-1       | Ronald Harris (USA) · 0-5    | kiesett                              |          |
| Antoniu Vasile   | Kisváltósúly  | Ernest Dong (CMR) · KO | Habib Galhia (TUN) · visszalépett | Enrique Regüeiferos (CUB) · RSC | kiesett                           | kiesett                      | kiesett                              | 9.       |
| Victor Zilberman | Váltósúly     | erőnyerő               | Jørgen Hansen (DEN) · RSC         | Gáli István (HUN) · 5-0         | Joseph Bessala (CMR) · RSC        | kiesett                      | kiesett                              | 5.       |
| Kovács János     | Nagyváltósúly |                        | Witold Stachurski (POL) · 3-2     | Aldo Bentini (ITA) · 5-0        | Borisz Lagutyin (URS) · 0-5       | kiesett                      | kiesett                              | 5.       |
| Ion Monea        | Félnehézsúly  |                        | erőnyerő                          | Raymar Reimers (FRG) · 5-0      | Fatai Ayinla-Adekunle (NGR) · 3-2 | Stanisław Dragan (POL) · 4-1 | Danas Pozniakas (URS) · visszalépett |          |
| Ion Alexe        | Nehézsúly     |                        |                                   | John Coker (SLE) · 5-0          | George Foreman (USA) · RSC        | kiesett                      | kiesett                              | 5.       |

## Sportlövészet
| Versenyző          | Versenyszám                    | Pont | Helyezés |
| ------------------ | ------------------------------ | ---- | -------- |
| Virgil Atanasiu    | Gyorstüzelő pisztoly           | 583  | 21.      |
| Marcel Roşca       | Gyorstüzelő pisztoly           | 591  |          |
| Neagu Bratu        | Szabadpisztoly                 | 554  | 8.       |
| Lucian Giuşcă      | Szabadpisztoly                 | 552  | 11.      |
| Marin Ferecatu     | Sportpuska, fekvő              | 592  | 27.      |
| Nicolae Rotaru     | Sportpuska, fekvő              | 597  | 4.       |
| Nicolae Rotaru     | Sportpuska, összetett          | 1146 | 12.      |
| Ion Olărescu       | Sportpuska, összetett          | 1140 | 23.      |
| Kabán István       | Szabadpuska, összetett (300 m) | 1102 | 24.      |
| Petre Şandor       | Szabadpuska, összetett (300 m) | 1138 | 8.       |
| Ion Dumitrescu     | Trap                           | 193  | 11.      |
| Gheorghe Florescu  | Trap                           | 191  | 21.      |
| Gheorghe Sencovici | Skeet                          | 191  | 11.      |

## Úszás
Férfi
| Versenyző     | Versenyszám | Előfutam | Előfutam | Előfutam | Elődöntő | Elődöntő | Elődöntő | Döntő   | Döntő    |
| Versenyző     | Versenyszám | Idő      | Hely.    | Össz.    | Idő      | Hely.    | Össz.    | Idő     | Helyezés |
| ------------- | ----------- | -------- | -------- | -------- | -------- | -------- | -------- | ------- | -------- |
| Koszta László | 100 m mell  | 1:10,1   | 2.       | 14.      | 1:09,8   | 5.       | 13.*     | kiesett | kiesett  |
| Koszta László | 200 m mell  | 2:36,4   | 4.       | 11.*     |          |          |          | kiesett | kiesett  |

Női
| Versenyző    | Versenyszám | Előfutam | Előfutam | Előfutam | Elődöntő | Elődöntő | Elődöntő | Döntő   | Döntő    |
| Versenyző    | Versenyszám | Idő      | Hely.    | Össz.    | Idő      | Hely.    | Össz.    | Idő     | Helyezés |
| ------------ | ----------- | -------- | -------- | -------- | -------- | -------- | -------- | ------- | -------- |
| Anca Andreiu | 100 m hát   | 1:11,8   | 3.       | 18.*     | kiesett  | kiesett  | kiesett  | kiesett | kiesett  |
| Anca Andreiu | 200 m hát   | 2:38,8   | 4.       | 19.      |          |          |          | kiesett | kiesett  |

* - egy másik versenyzővel azonos időt ért el

## Vívás
Férfi
| Versenyző                                                      | Versenyszám       | Csoportkör | Csoportkör | Csoportkör | Csoportkör | Nyolcaddöntő                 | Negyeddöntő                    | Elődöntő                                                    | Vigaszág a döntőért        | Vigaszág a döntőért      | Vigaszág a döntőért    | Vigaszág a döntőért           | Vigaszág a döntőért        | Döntő | Helyezés    |
| Versenyző                                                      | Versenyszám       | 1. kör | 1. kör     | 2. kör | 2. kör     | Nyolcaddöntő                 | Negyeddöntő                    | Elődöntő                                                    | 1. kör                     | 2. kör                   | 3. kör                 | 4. kör                        | 5. kör                     | Döntő | Helyezés    |
| Versenyző                                                      | Versenyszám       | Ellenfél Eredmény | Hely.      | Ellenfél Eredmény | Hely.      | Ellenfél Eredmény            | Ellenfél Eredmény              | Ellenfél Eredmény                                           | Ellenfél Eredmény          | Ellenfél Eredmény        | Ellenfél Eredmény      | Ellenfél Eredmény             | Ellenfél Eredmény          | Ellenfél Eredmény | Helyezés    |
| -------------------------------------------------------------- | ----------------- | --- | ---------- | --- | ---------- | ---------------------------- | ------------------------------ | ----------------------------------------------------------- | -------------------------- | ------------------------ | ---------------------- | ----------------------------- | -------------------------- | --- | ----------- |
| Ion Drîmbă                                                     | Tőr, egyéni       | I. csoport · Mohamed Gamil El-Kalyoubi (RAU) · GY · Bill Hoskyns (GBR) · GY · Herbert Cohen (USA) · GY · William Ronald (AUS) · GY                                                          | 1.         | H. csoport · Roland Losert (AUT) · GY · Viktor Putyatyin (URS) · GY · Dieter Wellmann (FRG) · GY · Herbert Cohen (USA) · GY · Román Gómez (MEX) · GY            | 1.         | Udo Birnbaum (AUT) · GY      | Arcangelo Pinelli (ITA) · GY   | Daniel Revenu (FRA) · V                                     | Vigaszág                   | Vigaszág                 | Vigaszág               | Witold Woyda (POL) · GY       | Tănase Mureșanu (ROU) · GY | Kamuti Jenő (HUN) · GY · Daniel Revenu (FRA) · GY · Christian Noël (FRA) · V · Jean-Claude Magnan (FRA) · GY · Mihai Ţiu (ROU) · GY |             |
| Tănase Mureșanu                                                | Tőr, egyéni       | J. csoport · Arcangelo Pinelli (ITA) · GY · Tim Gerresheim (FRG) · GY · Florent Bessemans (BEL) · GY · Magdy Conyd (CAN) · GY                                                               | 1.         | G. csoport · Simizu Fudzsio (JPN) · V · Guillermo Saucedo (ARG) · V · Kamuti Jenő (HUN) · V · Jeffrey Checkes (USA) · GY · Florent Bessemans (BEL) · GY         | 3.         | Jean-Claude Magnan (FRA) · V | Vigaszág                       | Vigaszág                                                    | Simizu Fudzsio (JPN) · GY  | Russell Hobby (AUS) · GY | Graham Paul (GBR) · GY | Vaszil Sztankovics (URS) · GY | Ion Drîmbă (ROU) · V       | kiesett | 7.          |
| Mihai Ţiu                                                      | Tőr, egyéni       | D. csoport · Jean-Claude Magnan (FRA) · V · Ahmed El-Husseini (RAU) · GY · Orlando Ruíz (CUB) · GY · Enrique Barza (PER) · GY · Orlando Nannini (ARG) · GY                                  | 1.         | D. csoport · Ókava Heizaburó (JPN) · GY · Pasquale La Ragione (ITA) · V · Rudolf Trost (AUT) · GY · Jesús Gil (CUB) · GY · Moustafa Soheim (RAU) · GY           | 1.         | Szabó Sándor (HUN) · GY      | Pasquale La Ragione (ITA) · GY | German Szvesnyikov (URS) · GY                               | Döntő                      | Döntő                    | Döntő                  | Döntő                         | Döntő                      | Ion Drîmbă (ROU) · V · Kamuti Jenő (HUN) · V · Daniel Revenu (FRA) · GY · Christian Noël (FRA) · V · Jean-Claude Magnan (FRA) · V   | 6.          |
| Haukler István                                                 | Párbajtőr, egyéni | D. csoport · Fenyvesi Csaba (HUN) · V · Gianfranco Paolucci (ITA) · V · Valeriano Pérez (MEX) · GY · Russell Hobby (AUS) · V · Francisco da Silva (POR) · GY · José Miguel Pérez (PUR) · GY | 4.         | D. csoport · Viktor Modzolevszkij (URS) · V · Fenyvesi Csaba (HUN) · GY · Bohdan Andrzejewski (POL) · GY · Rudolf Trost (AUT) · V · Gustavo Oliveros (CUB) · GY | 3.         | Hrihorij Krissz (URS) · V    | Vigaszág                       | Vigaszág                                                    | Nicholas Halsted (GBR) · V | kiesett                  | kiesett                | kiesett                       | kiesett                    | kiesett | 25.         |
| Tănase Mureșanu                                                | Párbajtőr, egyéni | H. csoport · Paul Pesthy (USA) · V · Gianluigi Saccaro (ITA) · V · Orvar Lindwall (SWE) · V · Carlos Couto (BRA) · V · Dag Midling (NOR) · V                                                | 6.         | kiesett | kiesett    | kiesett                      | kiesett                        | kiesett                                                     | kiesett                    | kiesett                  | kiesett                | kiesett                       | kiesett                    | kiesett | helyezetlen |
| Ion Drîmbă Falb Gyula Haukler István Tănase Mureșanu Mihai Ţiu | Tőr, csapat       | 3. csoport · Egyesült Arab Köztársaság (RAU) · 13-3 · Japán (JPN) · 8 (61)-8 (57) | 1.         | |            |                              | erőnyerő                       | Olaszország (ITA) · 8-7 · Szovjetunió (URS) · 8 (60)-8 (63) |                            |                          |                        |                               |                            | Bronzmérkőzés · Lengyelország (POL) · 3-9                                                                                           | 4.          |

Női
| Versenyző                                                                                     | Versenyszám | Csoportkör | Csoportkör | Csoportkör | Csoportkör | Negyeddöntő                      | Elődöntő                           | Vigaszág a döntőért              | Vigaszág a döntőért              | Vigaszág a döntőért | Döntő                                               | Helyezés |
| Versenyző                                                                                     | Versenyszám | 1. kör | 1. kör     | 2. kör | 2. kör     | Negyeddöntő                      | Elődöntő                           | 1. kör                           | 2. kör                           | 3. kör              | Döntő                                               | Helyezés |
| Versenyző                                                                                     | Versenyszám | Ellenfél Eredmény | Hely.      | Ellenfél Eredmény | Hely.      | Ellenfél Eredmény                | Ellenfél Eredmény                  | Ellenfél Eredmény                | Ellenfél Eredmény                | Ellenfél Eredmény   | Ellenfél Eredmény                                   | Helyezés |
| --------------------------------------------------------------------------------------------- | ----------- | --- | ---------- | --- | ---------- | -------------------------------- | ---------------------------------- | -------------------------------- | -------------------------------- | ------------------- | --------------------------------------------------- | -------- |
| Drimba-Gyulai Ilona                                                                           | Tőr, egyéni | C. csoport · Kerstin Palm (SWE) · GY · Harriet King (USA) · V · Monika Pulch (FRG) · V · Bóbis Ildikó (HUN) · GY · Lourdes Roldán (MEX) · GY                                               | 3.         | B. csoport · Antonella Ragno-Lonzi (ITA) · V · Brigitte Gapais-Dumont (FRA) · GY · Galina Gorohova (URS) · GY · Harriet King (USA) · GY · Helga Mees (FRG) · GY                   | 1.         | Galina Gorohova (URS) · V        | Vigaszág                           | Marie-Chantal Demaille (FRA) · V | kiesett                          | kiesett             | kiesett                                             | 13.      |
| Stahl Jencsik Katalin                                                                         | Tőr, egyéni | E. csoport · Pilar Roldán (MEX) · GY · Galina Gorohova (URS) · GY · Heidi Schmid (FRG) · GY · Colette Flesch (LUX) · GY · Myrna Anselma (AHO) · GY · Sylvia Iannuzzi-San Martín (ARG) · GY | 1.         | D. csoport · Jelena Novikova (URS) · V · Dömölky Lídia (HUN) · GY · Heidi Schmid (FRG) · GY · Janet Wardell-Yerburgh (GBR) · V · Milady Tack-Fang (CUB) · GY                      | 2.         | Giovanna Masciotta (ITA) · V     | Vigaszág                           | Dömölky Lídia (HUN) · GY         | Giovanna Masciotta (ITA) · V     | kiesett             | kiesett                                             | 9.       |
| Szabó Orbán Olga                                                                              | Tőr, egyéni | D. csoport · Jelena Novikova (URS) · V · Cathérine Rousselet-Ceretti (FRA) · GY · Helga Mees (FRG) · GY · Susan Green (GBR) · GY · Rosa del Moral (MEX) · GY                               | 2.         | A. csoport · Pilar Roldán (MEX) · GY · Cathérine Rousselet-Ceretti (FRA) · GY · Giovanna Masciotta (ITA) · V · Janice-Lee York-Romary (USA) · V · Alekszandra Zabelina (URS) · GY | 1.         | Brigitte Gapais-Dumont (FRA) · V | Vigaszág                           | Bruna Colombetti (ITA) · GY      | Brigitte Gapais-Dumont (FRA) · V | kiesett             | kiesett                                             | 9.       |
| Ana Derșidan-Ene-Pascu Drimba-Gyulai Ilona Stahl Jencsik Katalin Szabó Orbán Olga Maria Vicol | Tőr, csapat | 3. csoport · Nagy-Britannia (GBR) · 13-3 · Lengyelország (POL) · 10-6 · Szovjetunió (URS) · 9-7                                                                                            | 1.         | |            | erőnyerő                         | Magyarország (HUN) · 8 (49)-8 (52) |                                  |                                  |                     | Bronzmérkőzés · Franciaország (FRA) · 8 (47)-8 (45) |          |